# Saint-Germain-la-Blanche-Herbe
Saint-Germain-la-Blanche-Herbe ist eine französische Gemeinde mit 2.493 Einwohnern (Stand: 1. Januar 2022) im Département Calvados in der Region Normandie.

## Lage und Klima
Der etwa 60 m hoch gelegene Ort Saint-Germain-la-Blanche-Herbe liegt als Vorort (banlieue) etwa 3 km (Fahrtstrecke) nordwestlich der Großstadt Caen. Das Klima wird vom nahegelegenen Ärmelkanal beeinflusst; Regen (ca. 775 mm/Jahr) fällt übers Jahr verteilt.

## Bevölkerungsentwicklung
| Jahr                       | 1800 | 1851 | 1901 | 1954 | 1999 | 2019 |
| Einwohner                  | 249  | 273  | 186  | 303  | 2531 | 2298 |
| Quellen: Cassini und INSEE |      |      |      |      |      |      |

Das seit den 1950er Jahren deutlich gestiegene Bevölkerungswachstum ist in der Hauptsache auf die Nähe zu Großstadt Caen zurückzuführen.

## Wirtschaft
Die Gemeinde war und ist in hohem Maße landwirtschaftlich orientiert, wobei auch die Viehzucht eine Rolle spielt. Die Nähe zur Großstadt Caen hat in den letzten Jahrzehnten des 20. Jahrhunderts zu einem Bauboom geführt.

## Sehenswürdigkeiten

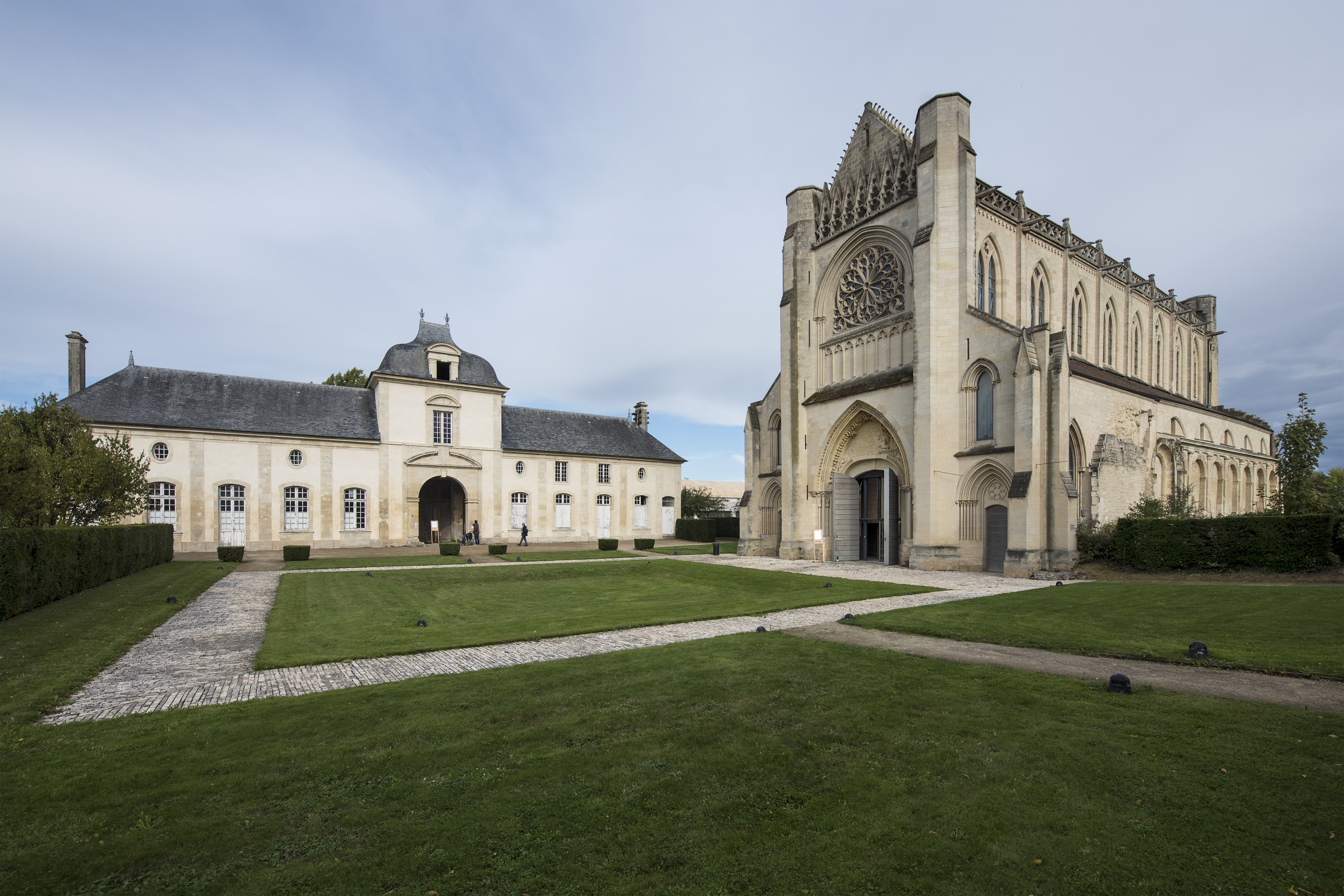
Abbaye d’Ardenne;
Kloster (l) und Kirche

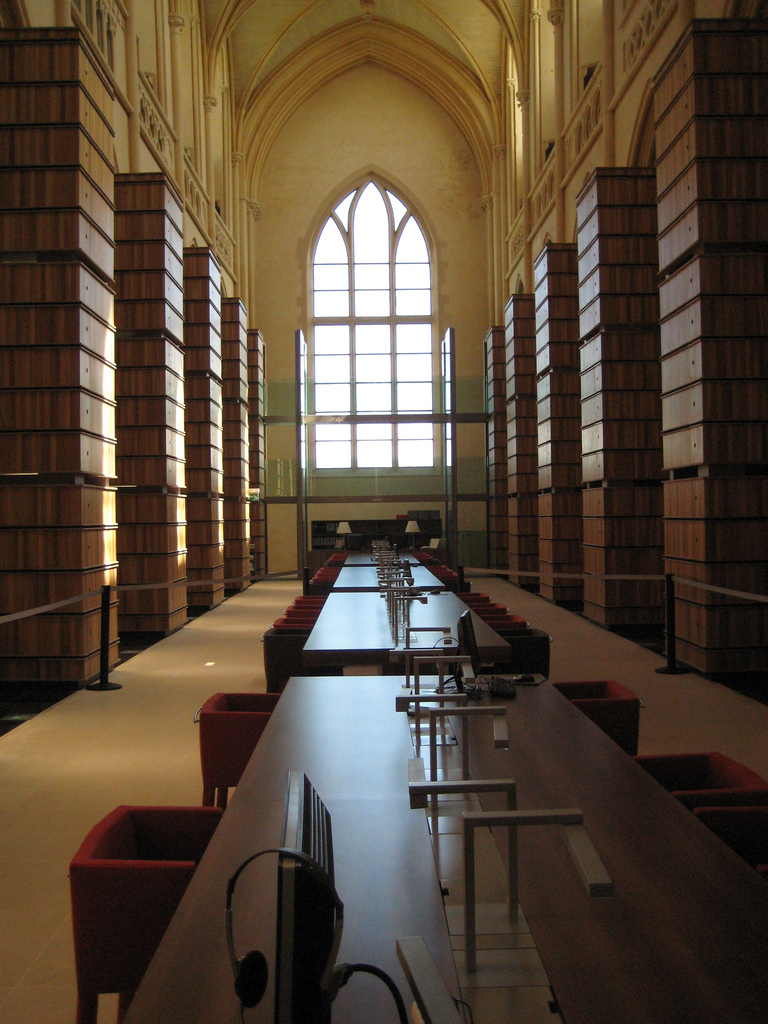
Klosterkirche der Abtei, Archiv des IMEC

- Die ca. 1 km nördlich des Ortes liegende Abbaye d’Ardenne wurde im Jahr 1121 gegründet – es kam im Jahr 1144 zum Prämonstratenserorden und erlitt sowohl im Hundertjährigen Krieg (1337–1453) als auch in der Zeit der Hugenottenkriege (1562–1598) erhebliche Zerstörungen; der Neubau der Abteikirche war erst im Jahr 1609 abgeschlossen. Die Klosteranlage, zu der auch eine sehenswerte Zehntscheune (grange dîmière) aus dem 13. Jahrhundert gehört, ist seit den Jahren 1918 und 1947 als Monument historique anerkannt.[2] Sie dient heute als Gedenkstätte für im Zweiten Weltkrieg von den Deutschen gefangen genommene und hingerichtete kanadische Soldaten.[3]
Seit 2004 wird sie als Archiv des Institut mémoires de l’édition contemporaine (IMEC) genutzt.[4]
- Die im Zweiten Weltkrieg bis auf den Turm zerstörte Église Saint-Germain (12./13. Jahrhundert) wurde komplett neu gebaut.[5]

## Gemeindepartnerschaften
- Mason Vicentino, Venetien, Italien (seit 2002)
- Galda de Jos, Siebenbürgen, Rumänien (seit 2013)